# Кипро-китайские отношения
Кипро-китайские отношения — двусторонние дипломатические отношения между Республикой Кипр и Китайской Народной Республикой. С 2018 года, послом Республики Кипр в КНР является Антонис Тумазис.

## История отношений
Кипр и Китай установили дипломатические отношения в декабре 1971 года, а посольство Республики Кипр в Пекине открылось в 1989 году.
В 2004 году Кипр стал членом ЕС, Китай воспользовался возможностью улучшить отношения со странами ЕС, и Кипр служит звеном в отношениях между КНР и ЕС.
Посол КНР в Кипре Лю Яньтао встретился с министром иностранных дел Кипра Никосом Христодулидисом 24 февраля 2021 года. Посол Лю и министр Христодулидес подтвердили приверженность двух стран политике «Одного Кипра» и «Одного Китая».
В январе 2020 года в Кипре, прошли митинги против использование китайского 5G, распространяемые по всему миру, такими китайскими компаниями как Huawei и ZTE, которые США обвиняют в том, что они являются разведывательной организацией КНР. Китай же считает, что США при помощи митингов давят на правительство Кипра.

## Экономические отношения

### Энергия
В 2009 году компания Chint Electrics Co. Ltd выполнила проект по прокладке электрических проводов и кабелей стоимостью 18,4 млн евро для Управления электроэнергетики Кипра.

### Фармацевтические препараты
В 2010 году, кипрский производитель препаратов Medochemie подписал торговое соглашение с китайской компанией MEHECO об экспорте фармацевтической продукции в Китай.

### Промышленность
В 2008 году, китайская государственная компания CBMI Co. Ltd. подписала контракт стоимостью 83,3 млн евро на строительство нового цементного завода на Кипре для Vassiliko Cement Works Ltd.

### Финансы

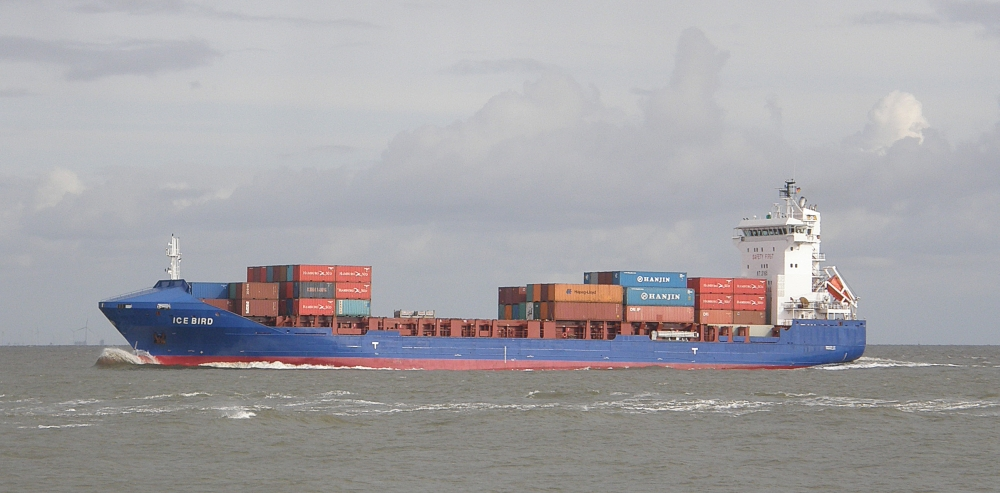
Кипрское грузовое судно едет в Китай.

Marfin Popular Bank открыл представительство в Пекине в 2011 году, а в январе 2011 года Банк Кипра подписал соглашение о сотрудничестве с Банком развития Китая для совместного финансирования инвестиций, особенно в области судоходства, возобновляемой энергии и инфраструктуры.